# 溫昭珍
溫昭珍（1986年10月2日—），韩国围棋职业棋手。2007年战胜丁伟、山下敬吾和河野临，进入第12届LG盃四强。